# يورو ترك سيميولايتر 2
يورو ترك سيميولايتر 2 (مختصر ETS2) أو محاكي الشاحنات الأوروبية هي لعبة شاحنات أوروبية، عبارة عن محاكاة شاحنة تم تطويرها وإصدارها من قبل مطوّر برامج SCS Software وتعمل على أنظمة تشغيل Windows و Mac OS X و Linux. تم إصدار اللعبة في 19 أكتوبر 2012.
يمكن اللعب أما بشكل فردي أو جماعي. حيث يقود اللاعب مختلف الشاحنات ونقل مختلف الشحنات عبر أوروبا، والتي يتعين عليه التقاطها وتسليمها في المدن الأوروبية الكبيرة. خلال اللعبة ، يمكن للاعب شراء وتحديث شاحنات ومرائب جديدة.
يجب على اللاعب قيادة مختلف أنواع الشاحنات وأن يوصل الشاحنة مع الحمولة إلى الشركات من اجل ربح نقود و نقاط خبرة، لكي يستطيع شراء شاحنات أكثر ولكي يستطيع تغيير لون الشاحنة وقطع المحرك وأكثر، الخ...

## وصلات خارجية
- يورو ترك سيميولايتر 2 على موقع IMDb (الإنجليزية)
- يورو ترك سيميولايتر 2 لأنظمة الجوال